# Earomyia brevistylata
Earomyia brevistylata är en tvåvingeart som beskrevs av Mcalpine 1956. Earomyia brevistylata ingår i släktet Earomyia och familjen stjärtflugor. Inga underarter finns listade i Catalogue of Life.